# Willem II in het seizoen 1964/65
Het seizoen 1964/1965 was het 11e jaar in het bestaan van de Tilburgse betaaldvoetbalclub Willem II. De club kwam uit in de Nederlandse Eerste divisie en eindigde daarin, na een beslissingswedstrijden tegen Elinkwijk, op de eerste plaats, dit betekende dat de club rechtstreeks promoveerde naar de Eredivisie. Tevens deed de club mee aan het toernooi om de KNVB Beker, hierin werd in de eerste ronde verloren van Heerenveen (1–4).

## Wedstrijdstatistieken

### Eerste divisie
|       | Alkmaar '54 | Blauw-Wit | DHC   | Eindhoven | Elinkwijk | Enschedese Boys | Excelsior | Holland Sport | N.E.C. | RBC   | Veendam | Velox | Volendam | De Volewijckers | VVV   |
| ----- | ----------- | --------- | ----- | --------- | --------- | --------------- | --------- | ------------- | ------ | ----- | ------- | ----- | -------- | --------------- | ----- |
| Thuis | 2 – 1       | 1 – 1     | 1 – 2 | 1 – 2     | 0 – 1     | 3 – 2           | 2 – 0     | 2 – 0         | 6 – 2  | 6 – 1 | 3 – 0   | 0 – 3 | 3 – 0    | 1 – 0           | 0 – 0 |
| Uit   | 2 – 3       | 1 – 4     | 1 – 1 | 2 – 2     | 1 – 0     | 1 – 1           | 2 – 2     | 0 – 1         | 3 – 2  | 1 – 2 | 1 – 3   | 1 – 3 | 2 – 3    | 4 – 1           | 0 – 2 |

### Beslissingswedstrijd
| Beslissingswedstrijd                                                                                | Willem II                                                                       | 6 – 2 (6 – 1) | Elinkwijk                             |
| 16 mei 1965 Plaats: 's-Hertogenbosch De Vliert Toeschouwers: 18.000 Scheidsrechter: Ton Nieuwenhoff | Willy Senders 4', 20', 36' Wil van Lee 35' Frie Nouwens 39' Piet Timmermans 42' |               | 11' Jan Blaauw 77' Tonnie Nieuwenhuys |

### KNVB beker
| 1e ronde                                           | Heerenveen                                | 4 – 1 (3 – 1) | Willem II           |
| 4 oktober 1964 Plaats: Heerenveen J.H. Kruisstraat | Roel Huitema 4', 21', 24' Henk Hainje 70' |               | 10' Piet Timmermans |

## Statistieken Willem II 1964/1965

### Eindstand Willem II in de Nederlandse Eerste divisie 1964 / 1965
| Stand | Gespeeld | Gewonnen | Gelijk | Verloren | Punten | Doelpunten voor | Doelpunten tegen |
| ----- | -------- | -------- | ------ | -------- | ------ | --------------- | ---------------- |
| 1e    | 30       | 17       | 6      | 7        | 40     | 61              | 37               |

### Topscorers
| #      | Naam             | Goal |
| ------ | ---------------- | ---- |
| 1.     | Willy Senders    | 17   |
| 2.     | Piet Timmermans  | 14   |
| 3.     | Frie Nouwens     | 11   |
| 4.     | Jan van Daal     | 6    |
| 5.     | Frits Louer      | 4    |
| 6.     | Jan Brooijmans   | 3    |
| 7.     | Jan Weterings    | 2    |
| 8.     | Nico van Elderen | 1    |
| 8.     | Toon van Orsouw  | 1    |
| 8.     | Don van Riel     | 1    |
| 8.     | Henk Vriens      | 1    |
| Totaal | Totaal           | 61   |

| #      | Naam            | Goal |
| ------ | --------------- | ---- |
| 1.     | Willy Senders   | 3    |
| 2.     | Wil van Lee     | 1    |
| 2.     | Frie Nouwens    | 1    |
| 2.     | Piet Timmermans | 1    |
| Totaal | Totaal          | 6    |

| #      | Naam            | Goal |
| ------ | --------------- | ---- |
| 1.     | Piet Timmermans | 1    |
| Totaal | Totaal          | 1    |